# قارچ‌های گوش‌مانند
قارچ‌های گوش‌مانند (نام علمی: Auriculariaceae) نام یک تیره از راسته گوش‌قارچ‌سانان است.